# Miellen
Miellen – miejscowość i gmina w Niemczech, w kraju związkowym Nadrenia-Palatynat, w powiecie Rhein-Lahn, wchodzi w skład gminy związkowej Bad Ems-Nassau. Do 31 grudnia 2018 wchodziła w skład gminy związkowej Bad Ems.

## Współpraca
Miejscowość partnerska:
- Kälberfeld – dzielnica gminy Hörselberg-Hainich, Turyngia